# William Owusu
William Owusu Acheampong (Accra, 13 settembre 1989) è un calciatore ghanese, attaccante del Londerzeel.

## Carriera
William Owusu inizia a giocare a calcio nel R. Tamale Utd.
Nel 2006 si trasferisce in Europa con la maglia dell'Anderlecht.
Dopo una sola stagione passa allo Sporting Lisbona. Gioca le sue prime gare ufficiali in prestito, al Real SC e al Gil Vicente, collezionando in tutto 29 gare e 8 gol.
Nella stagione 2010-2011, sempre in prestito, gioca nel Cercle Bruges, terminando la stagione con 4 reti in 31 presenze nella Jupiler League. Il 5 agosto esordisce in Europa League, segnando un gol nella sconfitta per 3-1 contro l'Anorthōsis.
Il 15 luglio si trasferisce al Westerlo.

## Palmarès

### Club

#### Competizioni nazionali
- Tweede klasse: 1

Anversa: 2016-2017